# Temple de Daillens
Le temple de Daillens est un temple protestant situé dans la commune de Daillens, en Suisse. La paroisse est membre de Église évangélique réformée du canton de Vaud.

## Histoire
La première mention de l'église Notre-Dame de Daillens datent remonte à 1182 dans une bulle pontificale, puis à 1228 dans le cartulaire de Lausanne. La dédicace à la Vierge est attestée en 1235. L'ancien chœur presque carré, constitué d'épaisses maçonneries et voûté d'ogives, date du XIIIe siècle et a été désaffecté à la Réforme. Il est aujourd'hui surmonté du clocher.     
L'église est ensuite plusieurs fois rénovée ou modifiée, notamment vers 1586, lorsque la nef est élargie, puis en 1818 (pose d'une horloge), en 1874 (création d'un local pour les pompiers), 1893 (pose de vitraux), 1923–1925 (création de peintures décoratives par Ernest Correvon) puis finalement 1967 et 1968 (restauration complète).

## Architecture

### Décors peints du chœur

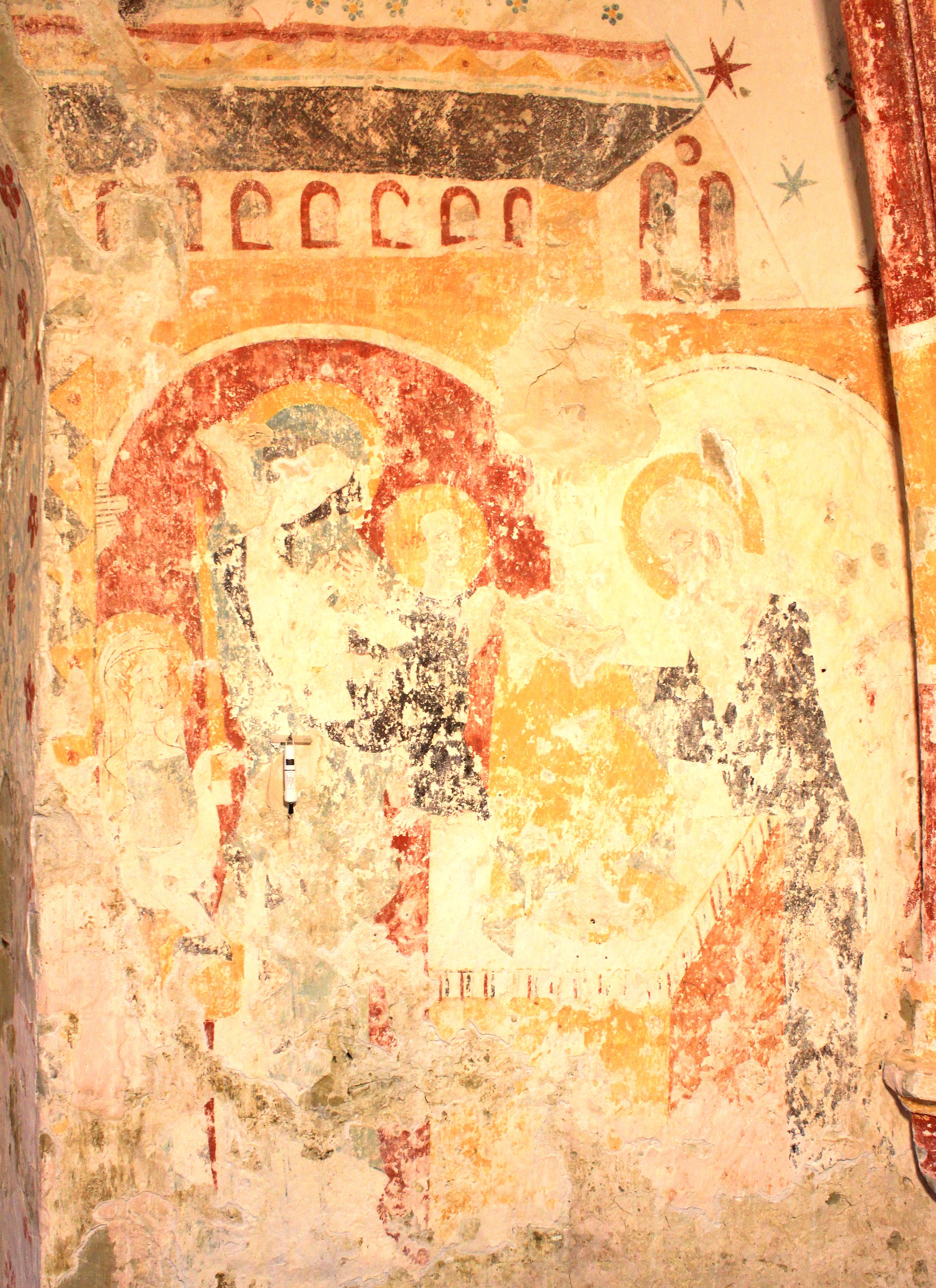
Détails du décor peint.

Au début des années 2000, à la suite d'un problème d'humidité dans le clocher qui s'élève au-dessus du chœur, qu'est mis au jour un important décor peint du XIVe siècle dans le chœur de l'église, jusqu'alors caché par une couche de chaux appliquée lors de la Réforme. Ces décors, protégés par la couche de chaux blanche, ont conservé des couleurs éclatantes. Ces peintures illustrent notamment un ange jouant du psaltérion, ainsi que l'épisode biblique de la présentation de Jésus au Temple. D'une finesse et d'une qualité remarquables, elles peuvent être datées, par comparaison stylistique, des années 1320-1330).
Le clocher du temple est inscrit comme bien culturel suisse d'importance nationale. Une association s'est également créée pour assurer la sauvegarde et la rénovation des décors peints dont l'état est jugé préoccupant « efflorescences salines, décollements, fissures, pulvérulence, détachements, attaques de micro-organismes et pertes de matière ».

### Cloches
Une cloche gothique de 1497, une cloche de 1826 créée par le fondeur Louis Golay, de Morges et une troisième, ajoutée en 1980 pour faire honneur à la célèbre chanson Les Trois Cloches de Jean Villard, bourgeois et originaire de Daillens.

### Dossier funéraire
En janvier 2015, trois tombes datant de la fin du XVIIe siècle ou du début du XVIIIe siècle, sont découvertes dans le chœur de l'église, lors de travaux de rénovation.
Une étude très approfondie, mettant en œuvre les analyses ADN, les recherches généalogiques, l’examen des textiles et des chaussures, ainsi que l’anthropologie, ont permis d’identifier ces défunts, et d’étudier les causes de leur décès, les traumatismes subis de leur vivant, ainsi que leurs parures mortuaires. Il s’agit de trois membres de la famille Paschoud : Jean-François Paschoud (1725-1783), officier aux Indes qui a racheté la seigneurie de Daillens en 1760, l'une de ses filles, Bernardine-Catherine-Rosalie-Henriette-Anne (†1768) et l’une de ses petites-filles, Marie-Françoise-Caroline (†1796).